# José Félix Uriburu
José Félix Benito Uriburu y Uriburu, argentinski general, * 20. julij, 1868, Salta, † 29. april, 1932, Pariz, Francija.
Uriburu je bil predsednik Argentine (1930–1932).